# Oligodon theobaldi
Espèce
Synonymes
- Simotes theobaldi Günther, 1868
- Simotes beddomii Boulenger, 1890

Statut de conservation UICN

 LC  : Préoccupation mineure
Oligodon theobaldi est une espèce de serpent de la famille des Colubridae.

## Répartition
Cette espèce se rencontre :
- en Birmanie ;
- en Inde, dans l’État d'Assam ;
- en Thaïlande.

## Description
Dans sa description Günther indique que le spécimen en sa possession mesure 41 cm.

## Étymologie
Son nom d'espèce, theobaldi, lui a été donné en l'honneur de M. Theobald qui a collecté le spécimen analysé dans la région de Bago en Birmanie.

## Publications originales
- Boulenger, 1890 : The Fauna of British India, Including Ceylon and Burma. Reptilia and Batrachia, p. 1-541 (texte intégral).
- Günther, 1868 : Sixth account of new species of snakes in the collection of the British Museum. Annals and Magazine of Natural History, ser. 4, vol. 1, p. 413-429 (texte intégral).